# Веттштайнський міст
47°33′23″ пн. ш. 7°35′46″ сх. д. / 47.556388888889° пн. ш. 7.5961111111111° сх. д.
Веттштайнський міст (нім. Wettsteinbrücke) — міст через Рейн у місті Базель, Швейцарія.

## Передісторія
Приблизно шість з половиною століть Середній міст був єдиним мостом, що сполучав Гросс-Базель і Кляйн-Базель. 
Однак, починаючи з 1800 року, його пропускна здатність виявилася замалою через постійне зростання населення та зростаючу промисловість. 
Тому було запропоновано побудувати другий міст через Рейн у Базелі.
У 1843 році інженер Джозеф Шале, будівельник підвісного мосту у Фрайбурзі, представив владі проект ланцюгового мосту шириною 6,6 м між Гарцграбеном і Баарматте, і в той же час був представлений проект страсбурзького інженера Лекрома. 
Експерт Гійом-Анрі Дюфур із Женеви, який згодом став генералом, об’єднав два проекти в одну пропозицію. 
Однак він так і не був реалізований. 
У 1854 році була вперше заснована поромна переправа Гарцграбен з таким же маршрутом .
У 1864 році було запропоновано двоповерховий автомобільний і залізничний міст. 
Однак через задорогий кошторис в 1873 році було вирішено розділити лінії та побудувати сполучний залізничний міст вище за течією. 

Лише в лютому 1876 року Департамент будівництва Базеля представив здійсненний проект похилого Гарцграбенського мосту. 
Найбільшою проблемою для будівництва мосту на цьому етапі була різниця у висоті між Гросс-Базелем і Кляйн-Базелем,  яку вдалося вирішити за допомогою нахилу мосту в 2,67%. 
Це викликало бурхливі дискусії в газетах того часу, що спонукало сучасного історика мистецтва Якоба Буркхардта розкритикувати естетику будівлі. 

Тому міст отримав прізвисько «Нахилений Базельський міст».

## Перший міст
У 1877 році розпочато будівництво Гарцграбенського мосту. 
Міст побудований компаніями «Philipp Holzmann» з Франкфурта-на-Майні та «Gebrüder Benckiser» з Пфорцгайма. 
Макет мосту був нагороджений Золотим дипломом на Всесвітній виставці в Парижі 1878 року. 
За два роки була зведена вражаюча будівля, під час будівництва якої загинуло троє робітників. 
Споруда підтримувалася двома пілонами, мала максимальний проліт 69 м, загальну довжину 357,56 м і ширину 12,6 м.
Дві річкові опори були побудовані з фундаментами із залізних кесонів і бетону, на яких опори були побудовані злауфенського вапняку. 
Три прольоти були перекриті кроквяною конструкцією з чавунних балкових елементів, виготовлених у Людвіґсгафені та покритих чавунними решітками з боків. 
Вони разом з іншими чавунними деталями, необхідними для конструкції, такими як канделябри, перила та фігурні прикраси, були виготовлені «Benckiser» у Пфорцгаймі. 

У суботу, 7 червня 1879 року, міст урочисто відкритий для руху, а восени 1880 року, як вінець, він отримав чотири монументальні василіски, три метри заввишки кожен і вагою понад п'ять тонн, на опорних стовпах . 
Їх спроектував Базельський скульптор Фердинанд Шлет. 
Ливарні форми виготовив скульптор з Констанца Ганс Баур. 

Лише в 1881 році Гарцграбенський міст отримав свою офіційну назву Веттштайнський міст на згадку про мера Йоганна Рудольфа Веттштайна (1594–1666).

## Розширення

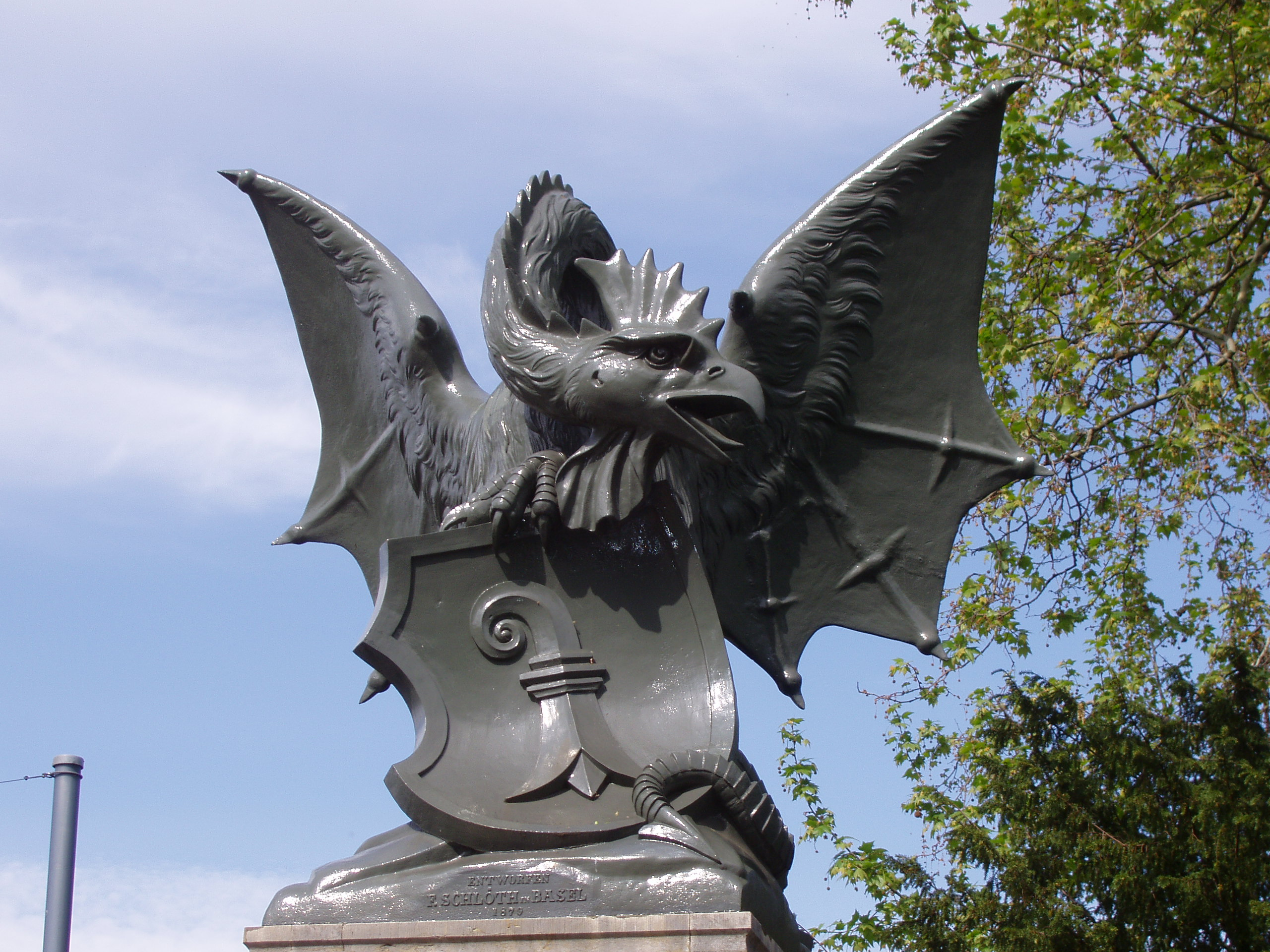
Василіск на Веттштайнському мосту, 1995 рік

У 1897 році Базельський трамвай побудував пряме трамвайне сполучення між Базель-Бадішер та Базель-Центральний. 

Лінія через Веттштайнський міст могла бути прокладена лише одноколійною. 
Це ще більше погіршило дорожню ситуацію. 
З міркувань безпеки в 1919 році максимальну швидкість для автомобілів і екіпажів обмежили 10 км/год. 
З 1935 року міст було розширено з 12,6 до 21,5 метрів. 
Базельські трамваї також змогли прокласти другу колію. 
Новий розширений Веттштайнський міст урочисто відкрито під час великого фестивалю 4 червня 1939 року.
Однак через реконструкцію мосту чотири масивні василіски довелося зняти в 1936 році.

## Другий міст

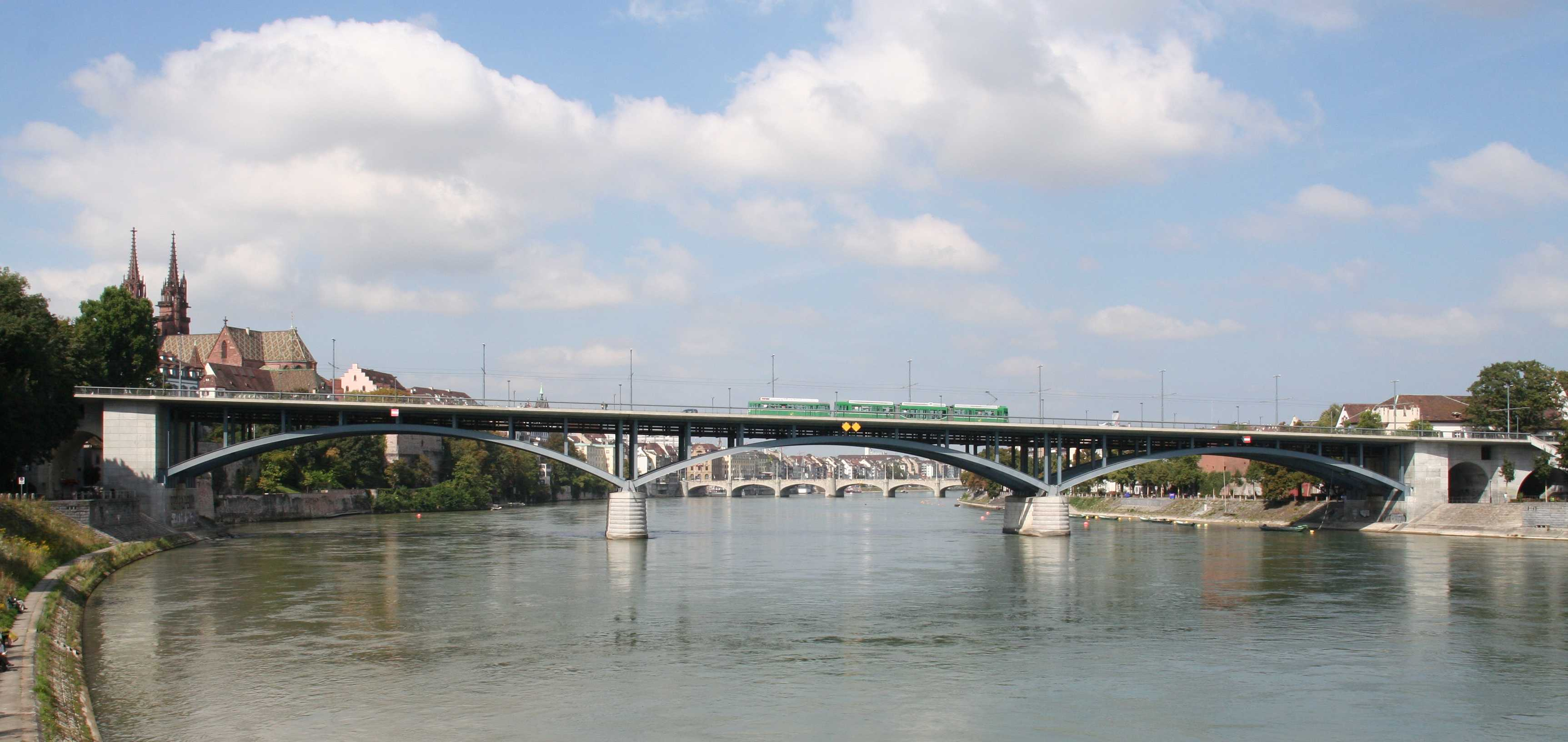
Другий Веттштайнський міст

У травні 1990 року громадяни Базеля на референдумі схвалили проект реконструкції Веттштайнського мосту. 
Голосуванню передувало обговорення проекту, запропоноване іспанським інженером і архітектором Сантьяго Калатрава
. 
Нарешті Велика Рада прийняла рішення на користь проекту реконструкції. 
 
Використовуючи два річкові пілони, в 1991 році був побудований новий Веттштайнський міст.